# La Esperanza (paroisse civile)
Pour les articles homonymes, voir La Esperanza et Esperanza.
La Esperanza est l'une des quatre paroisses civiles de la municipalité d'Andrés Bello dans l'État de Trujillo au Venezuela. Sa capitale est El Gallo.

## Géographie

### Démographie
Hormis sa capitale El Gallo, la paroisse civile possède plusieurs localités :
- El Encanto
- El Gallo
- El Naranjal
- La Esperanza
- Las Palmas (partagé avec Araguaney)
- La Sabana
- San Antonio